# Giuseppe Fatini
Giuseppe Fatini (Piancastagnaio, 5 gennaio 1884 – Firenze, 24 febbraio 1963) è stato uno scrittore italiano.

## Biografia
Conseguita la laurea in lettere a Pisa nel 1906, dopo alcuni anni di insegnamento nel 1925 divenne preside del liceo classico di Grosseto.
Dal 1932 al 1935 fu alla guida del liceo Cicognini di Prato (oggi Liceo Cicognini-Rodari), dove poté valersi della documentazione d'archivio per la sua monografia sugli anni trascorsi da Gabriele D'Annunzio nel convitto cittadino.
Passò poi alla presidenza del Liceo classico statale Galileo di Firenze.
Infaticabile ricercatore in campo storico-archivistico, dedicò particolare attenzione a vicende amiatine e grossetane e fu cultore di studi letterari, con spiccato interesse per Giosuè Carducci, Giovanni Pascoli, Ludovico Ariosto e Agnolo Firenzuola.